# 詹姆斯·斯利珀
詹姆斯·斯利珀（英語：James Slipper；1989年6月6日—）是一位澳大利亞橄欖球運動員。他是澳大利亞國家橄欖球隊的一員，代表澳大利亞參加了2015年世界盃橄欖球賽。